# Shiva Burlesque
Shiva Burlesque war eine US-amerikanische Rockband. Ihr Stil wurde von Andy Kellman von Allmusic als Mischung aus Post-Punk und Folk-Rock beschrieben.
Die Band wurde vom Sänger Jeff Clark und dem Gitarristen Grant-Lee Phillips gegründet, später verstärkt durch den Bassisten James Brenner und den Schlagzeuger Joey Peters. Ihr erstes Album erschien im Jahr 1987 und brachte ihnen gute Kritiken im Melody Maker und dem Rolling Stone ein. Für das nächste Album im Jahr 1990 kam Greg Adamson am Cello hinzu, und Paul Kimble ersetzte den Bassisten. Danach lösten sie sich auf. Phillips, Peters und Kimble bildeten später die Band Grant Lee Buffalo, Jeff Clark machte mit der Unterstützung von Adamson und Brenner als Solokünstler weiter.

## Diskografie
- 1987 – Shiva Burlesque
- 1990 – Mercury